# Юнгйоханн, Карен
Карен Юнгйоханн (в замужестве — Хеккер; нем. Caren Jungjohann (Hecker); род. 23 декабря 1967, Дуйсбург, Северный Рейн-Вестфалия) — западногерманская и немецкая хоккеистка на траве, полевой игрок. Серебряный призёр летних Олимпийских игр 1992 года, участница летних Олимпийских игр 1988 года, серебряный призёр чемпионата мира 1986 года, серебряный призёр чемпионата Европы 1991 года, двукратная чемпионка Европы по индорхоккею 1987 и 1990 годов.

## Биография
Карен Юнгйоханн родилась 23 декабря 1967 года в западногерманском городе Дуйсбург.
По специальности физиотерапевт.
Играла в хоккей на траве за «Раффельберг» из Дуйсбурга.
В 1986 году в составе женской сборной ФРГ завоевала серебряную медаль чемпионата мира в Амстелвене. Забила 1 мяч.
В 1988 году вошла в состав женской сборной ФРГ по хоккею на траве на летних Олимпийских играх в Сеуле, занявшей 5-е место. Играла в поле, провела 5 матчей, забила 1 мяч в ворота сборной Канады.
В 1991 году завоевала серебряную медаль чемпионата Европы в Брюсселе.
В 1992 году вошла в состав женской сборной Германии по хоккею на траве на летних Олимпийских играх в Барселоне и завоевала серебряную медаль. Играла в поле, провела 5 матчей, мячей не забивала.
Дважды выигрывала медали Трофея чемпионов — бронзовую в 1989 году во Франкфурте-на-Майне и серебряную в 1991 году в Берлине.
В индорхоккее дважды выигрывала золотые медали чемпионата Европы — в 1987 году в Бад-Нойенар-Арвайлере и в 1990 году в Эльмсхорне.
В 1985—1992 годах провела за женскую сборную ФРГ / Германии 134 матча (124 на открытых полях, 10 в помещении).